# لوئی بک
لوئی بک (فرانسوی: Louis Bach‎; ۱۴ آوریل ۱۸۸۳ – ۱۶ سپتامبر ۱۹۱۴) بازیکن فوتبال اهل فرانسه بود.